# كنيسة القديس كيفورك
كنيسة القديس كيفورك هيَ كنيسة أرمنيّة تقع في حي الميدان في مدينة حلب، مكرّسة على اسم القديس جرجس الذي يُدعى بالأرمنيّة كيفورك. تُعتبر أول كنيسة تُبنى للأرمن النازحين إلى حلب إثر الإبادة الجماعية التي ارتُكبت ضدّهم. استمرّت أعمال بنائها بين عامي 1937 و 1965، وتطوّرت لاحقًا لتضمّ مدرسة ابتدائية ومدارس أحد، وبُنيَ فيها نصب تذكاري لضحايا إبادة الأرمن في مرعش.

## التاريخ
بنيت في البداية ككنيسة خشبيّة صغيرة عام 1923 في حي السليمانية، في منطقة تتواجد فيها مخيمات للنازحين الأرمن، وكانت تدعى كنيسة الصليب. وثم في عام 1936 وبعد أن أُزيلت المخيمات بدأ بناء كنيسة جديدة في حي الأرمن (الميدان) عام 1937 باسم القديس كيفورك، وشُيّدت عام 1965. قامت مطرانية حلب للأرمن الأرثوذكس بإنشاء الجرس وجرن العمادة وحوامل الأيقونات بتبرّع من أهالي الطائفة، ووضعت فيها أيقونات كبيرة للقدّيسين الأرمن رسمها فنّانون أرمن من حلب.
في شباط عام 1990، أُقيم في الجهة الشرقية من باحة الكنيسة نصب تذكاري لشهداء مجزرة مرعش التي وقعت خلال الإبادة الجماعية للأرمن في أراضي الدولة العثمانية، نفّذهُ المهندس الأرمني السوري كيقورك يراميان. وفي عام 1966 تم تزيين القبّة من الداخل بأيقونات جدارية للإنجيليين الأربعة من رسم فنانين في أرمينيا.
خلال الحرب الأهلية السورية المندلعة عام 2011، قامت الجماعات الإرهابية المتمرّدة بإحراق الكنيسة من الداخل في 29 أكتوبر 2012.